# Barking e Dagenham
Il Borgo londinese di Barking e Dagenham (in inglese London Borough of Barking and Dagenham) è un borgo londinese, situato nella parte orientale della Grande Londra. Il borgo, che conta 232 747 abitanti, è uno dei borghi dell'Outer London.

## Geografia fisica
Il borgo londinese di Barking e Dagenham si estende nella parte orientale della Grande Londra, lungo la sponda nord del fiume Tamigi. Il territorio del borgo è prevalentemente pianeggiante, caratterizzato da ampie aree residenziali e spazi verdi. La presenza del Tamigi, che delimita il confine meridionale del borgo, ha storicamente influenzato lo sviluppo urbanistico e industriale dell'area.
A sud-ovest, il borgo è delimitato dal Barking Creek, che per una parte segna il confine con il borgo di Newham, mentre a est il confine è rappresentato dal fiume Beam, che separa Barking e Dagenham dal borgo di Havering.
La geologia del territorio del borgo è caratterizzata da una varietà di depositi superficiali e da un substrato roccioso sottostante. Lungo il fiume Tamigi si trovano depositi di ghiaie delle terrazze fluviali e di alluvioni, che testimoniano le passate attività di sedimentazione e le inondazioni nella zona. Questi depositi ricoprono il letto di argilla di Londra, che costituisce il substrato geologico principale dell'area.

## Storia
Storicamente, l’area oggi occupata dal borgo londinese di Barking e Dagenham ricadeva nella centena di Becontree, all'interno della contea dell'Essex, e comprendeva varie parrocchie civili, tra cui Barking e Dagenham.
Nel 1882 fu istituito il distretto di governo locale di Barking Town, che comprendeva la parte centrale della parrocchia. In seguito al Local Government Act del 1894, il distretto fu riorganizzato come distretto urbano e, nello stesso anno, la centena di Becontree fu formalmente abolita come unità amministrativa.

Con l'abolizione della centena di Becontree, invece, Dagenham diventa una parrocchia rurale con un consiglio parrocchiale, subordinato al consiglio del distretto rurale di Romford.
Negli anni trenta del XX secolo, l'assetto amministrativo dell'area subì ulteriori modifiche.

Nel 1926, il consiglio parrocchiale fu sostituito quando Dagenham fu elevata a distretto urbano.
Successivamente, nel 1931, il distretto urbano di Barking Town fu elevato a borgo municipale e, nello stesso anno, il nome suo fu ufficialmente modificato da Barking Town a Barking.; sette anni più tardi, nel 1938, anche Dagenham divenne un borgo municipale.
Con l'applicazione del London Government Act del 1963, i distretti municipali di Barking e Dagenham vennero trasferiti dell'Essex alla Grande Londra.
Nel 1965 fu ufficialmente istituito il borgo londinese di Barking (come era originariamente chiamato) e comprendeva l'area unificata dei precedenti borghi municipali di Barking e di Dagenham, con l'eccezione di una piccola zona a Hog Hill, che appartenente a Dagenham ma che fu assegnata a Redbridge, e dell'area di Gallions Reach, che corrispondeva alla parte di Barking a ovest del Barking Creek ma che passò a Newham.
Al momento della sua istituzione, la popolazione complessiva di Barking e Dagenham era di circa 180 000 abitanti.
Il consiglio cambiò il nome del borgo londinese da «Barking» a «Barking and Dagenham» con effetto dal 1º gennaio 1980.
Nel 1994, il borgo fu ampliato per includere la parte dell'insediamento di Becontree che fino ad allora faceva parte del borgo di Redbridge e altre aree.

## Società

### Evoluzione demografica
Abitanti censiti (per il dato del 1961, si considera in blu la popolazione del borgo municipale di Barking e in verde quella di Dagenham)

### Etnie e minoranze straniere
Secondo l'ONS, al censimento del 21 marzo 2021, la popolazione straniera era di 52 122 persone, pari al 23,8% dei residenti. Le nazionalità maggiormente rappresentate in base alla loro percentuale sul totale della popolazione residente erano:
- Romania 9 837
- Lituania 5 137
- India 3 453
- Nigeria 3 002
- Italia 2 883
- Pakistan 2 659
- Bangladesh 2 632
- Portogallo 2 306
- Polonia 1 757
- Ghana 1 198

## Geografia antropica

### Località
Il borgo è composto dai seguenti distretti:
- Barking
- Becontree
- Becontree Heath
- Chadwell Heath
- Creekmouth
- Dagenham
- Rush Green

Gran parte degli edifici del borgo è stata costruita dal London County Council tra le due guerre mondiali per gli operai di grandi imprese come la Ford installate nell'area. A partire dagli anni 1980 l'economia si è reindirizzata sul terziario, creando una popolazione di classe media.

## Infrastrutture e trasporti

### Strade
Il territorio del borgo è servito da una rete viaria articolata, in cui spiccano tre arterie principali: la A12, la A13 e la A406 (chiamata anche in inglese North Circular Road), ciascuna con un ruolo distinto nella mobilità metropolitana e regionale.
La strada A12 attraversa solo una piccola porzione del nord del borgo, nei pressi di Chadwell Heath. In direzione ovest collega l'area a Newbury Park, alla A406, a Stratford e al centro di Londra; verso est prosegue in direzione di Romford, dell'autostrada M25 e dell'Essex sud-orientale.
La A13, nota come Alfred’s Way nel tratto occidentale del borgo, attraversa Barking e Dagenham come strada a carreggiate separate, servita da vari svincoli a livelli sfalsati. Dirigendosi verso ovest conduce ai Docklands e alla Città di Londra, mentre verso est attraversa Rainham, raggiunge l'M25 e prosegue verso il sud dell'Essex.
La strada A406 (North Circular Road), che si sviluppa a forma semicircolare a nord del centro di Londra, corre lungo un tratto del confine occidentale del borgo. Essa rappresenta uno degli assi tangenziali principali della città, collegando i quartieri settentrionali e facilitando l’accesso alle altre arterie stradali.
Completano la rete altre strade di categoria A, come la A118, A123, A124, A1083, A1112 e A1306, di rilevanza più locale.

### Ferrovie
Il borgo di Barking e Dagenham è attraversato da diverse infrastrutture ferroviarie. Nel territorio del borgo sorgono le stazioni di Barking e di Dagenham Dock lungo la ferrovia Londra-Shoeburyness, le stazioni di Barking e di Barking Riverside lungo la ferrovia Gospel Oak-Barking, e la stazione di Chadwell Heath (al confine con il borgo di Redbridge) lungo la ferrovia Londra-Norwich.
Le stazioni di Barking e Dagenham Dock sono servite dai treni della società c2c da e per la stazione di Fenchurch Street, con collegamenti verso est che raggiungono Grays, Southend-on-Sea e Shoeburyness, nell'Essex.
La linea Suffragette della London Overground offre corse tra Barking Riverside, Barking e Gospel Oak.
Infine, la Elizabeth Line collega Chadwell Heath con varie destinazioni lungo la sua tratta.

### Mobilità urbana
Il sistema di mobilità urbana nel borgo di Barking e Dagenham è garantito principalmente dalla rete della metropolitana di Londra e da un'estesa rete di trasporto su gomma gestita da Transport for London.
Il territorio è servito dalle linee District e Hammersmith & City, che seguono un tracciato comune nel tratto orientale della capitale.
La linea Hammersmith & City ha il proprio capolinea presso la stazione di Barking, mentre la linea District serve anche le stazioni di Upney, Becontree, Dagenham Heathway e Dagenham East, tutte situate all'interno del borgo.
Il servizio autobus è articolato e capillare, con numerose linee urbane che collegano le diverse aree residenziali del borgo ai centri limitrofi, nonché alle principali stazioni ferroviarie e metropolitane. Tra queste vi è la linea SL2, che fa parte della rete Superloop, un sistema di autobus espressi che collega i principali centri urbani, stazioni ferroviarie e nodi di trasporto dell'Outer London. Vi sono inoltre le linee EL1, EL2 ed EL3, che rientrano in un progetto di linee autobus a trasporto rapido, denominato East London Transit. Avviato nel 2010 per rispondere alla crescente domanda di trasporto pubblico nella zona nord-est della capitale britannica, il progetto East London Transit prevede, in un'ottica futura, la realizzazione di una linea tranviaria.

### Trasporto fluviale
Il pontile Barking Riverside Pier, situato sulla sponda nord del Tamigi, in un’area destinata a diventare il centro del nuovo quartiere residenziale, è servito da alcuni collegamenti operati da Thames Clippers per conto della divisione London River Services di Transport for London.
Thames Clippers effettua servizi passeggeri sulla linea RB1, con fermate a Woolwich Arsenal, Canary Wharf e presso altri pontili nel centro di Londra.

## Amministrazione

### Presidente del Consiglio
La leadership politica è fornita dal Presidente del Consiglio, essendo il ruolo di sindaco è in gran parte cerimoniale a Barking e Dagenham. I leader dal 1965 sono stati:
| Presidente del Consiglio | Partito           | Da                | A              |
| ------------------------ | ----------------- | ----------------- | -------------- |
| Ted Ball                 | Partito Laburista | 1965              | 1972           |
| Joe Butler               | Partito Laburista | 1972              | 1986           |
| George Brooker           | Partito Laburista | 1986              | 1998           |
| Charles Fairbrass        | Partito Laburista | 1998              | maggio 2009    |
| Liam Smith               | Partito Laburista | 13 maggio 2009    | maggio 2014    |
| Darren Rodwell           | Partito Laburista | 12 gennaio 2014   | settembre 2024 |
| Dominic Twomey           | Partito Laburista | 18 settembre 2024 |                |

### Consiglio del borgo
| Elezione | Consiglieri | Consiglieri | Consiglieri | Consiglieri                       | Consiglieri | Consiglieri  | Assessori |
| Elezione | Labour      | Tory        | BNP         | Chadwell Heath Ratepayers' Assoc. | LibDem      | Indipendenti | Labour    |
| -------- | ----------- | ----------- | ----------- | --------------------------------- | ----------- | ------------ | --------- |
| 1964     | 45          | -           | -           | 4                                 | -           | -            | 8         |
| 1968     | 32          | 13          | -           | 4                                 | -           | -            | 8         |
| 1971     | 45          | -           | -           | 4                                 | -           | -            | 8         |
| 1974     | 45          | -           | -           | 4                                 | -           | -            | 8         |
| 1978     | 42          | 3           | -           | 3                                 | -           | -            |           |
| 1982     | 37          | 3           | -           | 3                                 | 3           | 2            |           |
| 1986     | 35          | 3           | -           | 3                                 | 5           | 2            |           |
| 1990     | 44          | -           | -           | 3                                 | 1           | -            |           |
| 1994     | 47          | -           | -           | 3                                 | 1           | -            |           |
| 1998     | 47          | -           | -           | 3                                 | 1           | -            |           |
| 2002     | 42          | 2           | -           | 4                                 | 3           | -            |           |
| 2006     | 38          | 1           | 12          | -                                 | -           | -            |           |

I 51 consiglieri del consiglio del borgo di Barking and Dagenham sono eletti dalle 17 wards che lo formano, 3 per ogni ward:
| Ward           | Copertura                                                       | Westminster (futura) | Mappa (PDF)     |
| -------------- | --------------------------------------------------------------- | -------------------- | --------------- |
| Abbey          | Barking (centro e ovest)                                        | Barking              | Wayback Machine |
| Alibon         | Dagenham (nord)                                                 | Barking              | Wayback Machine |
| Becontree      | Becontree (nord ovest)                                          | Barking              |                 |
| Chadwell Heath | Chadwell Heath                                                  | Dagenham and Rainham |                 |
| Eastbrook      | Rush Green (sud), Eastbrookend Country Park, Dagenham (est)     | Dagenham and Rainham |                 |
| Eastbury       | Barking (sud est)                                               | Barking              |                 |
| Gascoigne      | Barking (sud ovest)                                             | Barking              |                 |
| Goresbrook     | Becontree (sud), Dagenham (sud ovest)                           | Barking              |                 |
| Heath          | Becontree Heath, Dagenham (nord), Rush Green (nord)             | Dagenham and Rainham |                 |
| Longbridge     | Barking (nord), Upney (nord)                                    | Barking              |                 |
| Mayesbrook     | Becontree (sud)                                                 | Dagenham and Rainham |                 |
| Parsloes       | Becontree (sud est), Dagenham (sud ovest)                       | Barking              |                 |
| River          | Dagenham (sud), Dagenham Dock (est)                             | Dagenham and Rainham |                 |
| Thames         | Barking (lungofiume), Thames View Estate, Dagenham Dock (ovest) | Barking              |                 |
| Valence        | Becontree (nord est)                                            | Barking              |                 |
| Village        | Dagenham (sud est), Dagenham (villaggio)                        | Dagenham and Rainham |                 |
| Whalebone      | Chadwell Heath (nord)                                           | Dagenham and Rainham |                 |

### Gemellaggi
- Witten
- Tczew